# Колпиков, Михаил Васильевич
Михаи́л Васи́льевич Ко́лпиков (21 мая 1897, с. Старый Мачим, Кузнецкий уезд, Саратовская губерния, Российская империя — 10 декабря 1964, Ленинград, РСФСР, СССР) — советский деятель науки, учёный-лесовод, доктор сельскохозяйственных наук, профессор. Преподаватель Уральского лесотехнического института (1949—1952), преподаватель, декан факультета лесного хозяйства, заведующий кафедрой лесоводства и дендрологии Поволжского лесотехнического института имени М. Горького (1932—1949). Заслуженный деятель науки РСФСР (1946). Кавалер ордена Ленина.

## Биография
Родился 21 мая 1897 года в селе Старый Мачим ныне Шемышейского района Пензенской области в семье священника.
В 1924 году окончил Казанский институт сельского хозяйства и лесоводства и физико-математический факультет Казанского университета, до 1932 года — преподаватель в Казанском институте сельского хозяйства и лесоводства.
В 1932 году вместе с вузом переехал в Йошкар-Олу: преподаватель, в 1934—1935 годах — декан факультета лесного хозяйства, с 1936 года — заведующий кафедрой лесоводства и дендрологии Поволжского лесотехнического института имени М. Горького. Доктор сельскохозяйственных наук (1937), профессор (1938). Одновременно с 1937 года — старший научный сотрудник Татарской лесной опытной станции.
В 1939 году стал инициатором и активным участником создания дендрологического (ботанического) сада в Йошкар-Оле (1939). Проводил исследования по выяснению связи между лесом и окружающей средой, изменяемой лесохозяйственными мероприятиями. Автор трудов по лесной экологии, учебников по лесоводству для лесных техникумов, его учебник «Лесоводство», вышедший в свет в Москве в 1936 году, выдержал 4 издания, переведён на 5 языков мира.
По предложению Академии наук СССР и заданию Совнаркома Марийской АССР в течение 1942—1944 годов под его руководством была выполнена комплексная НИР «Леса и лесное хозяйство Марийской АССР». Являлся постоянным консультантом при Госплане и Управлении лесоохраны лесонасаждений МАССР.
С 1949 года — преподаватель Уральского лесотехнического института, в 1952—1964 годах — заведующий кафедрой лесоводства Ленинградской лесотехнической академии.
В 1946 году за выдающиеся заслуги в развитии лесного хозяйства ему присвоено почётное звание «Заслуженный деятель науки РСФСР». Награждён орденами Ленина и Трудового Красного Знамени, медалями и Почётной грамотой Президиума Верховного Совета Марийской АССР.
Скончался 10 декабря 1964 года в Санкт-Петербурге, похоронен там же.

## Основные научные труды
Список основных научных трудов М. В. Колпикова:
- Типологический очерк лесов района среднего и нижнего течения рек Илети и притока её Юшута Марийской автономной области / Асист. М. Колпиков. — Казань: тип. Т.О.О.Г.П.У., 1927. — 17 с.
- Живой почвенный покров в лесу. Выпуск 1. Споровые растения. — Казань, 1933 (соавтор).
- Общее лесоводство с описанием лесных пород. — Москва, 1944.
- Лесоводство с дендрологией. — Москва—Ленинград, 1954.
- К вопросу повышения производительности таёжных лесов. — Ленинград, 1956.

## Звания и награды
- Заслуженный деятель науки РСФСР (1946)[1][2]
- Заслуженный деятель науки Марийской АССР (1944)[1][2]
- Орден Ленина[1][2]
- Орден Трудового Красного Знамени (1946)[1][2]
- Медаль «За доблестный труд в Великой Отечественной войне 1941—1945 гг.»
- Почётная грамота Президиума Верховного Совета Марийской АССР (1943)[1][2]

## Память
- Материалы об учёном-лесоводе М. В. Колпикове представлены в экспозиции музея Поволжского государственного технологического университета[6].